# Piłkarzyki na kartce
Piłkarzyki – gra strategiczna, tradycyjnie rozgrywana na rozrysowanym na kartce boisku. Polega ona na dorysowywaniu linii w celu zdobycia bramki.

## Wstęp
Gra, tradycyjnie rozgrywana na kartce jest popularna wśród uczniów i studentów, ale można ją również spotkać w różnych czasopismach kierowanych dla dzieci. Pomimo prostej złożoności reguł posiada rozbudowane elementy strategiczne i taktyczne. W slangu nazywana jest jako: piłka, piłkarzyki, piłkarze, hokej, a języku angielskim często jest określana jako Paper Soccer. Współcześnie gra posiada także wersje komputerowe.

## Zasady gry
Rozgrywka rozpoczyna się od narysowania specjalnego „boiska”. Można to robić na kartkach papierów z namalowanymi kratkami lub kropkami. Nie ma narzuconych wymiarów. Rozmiar planszy jest ustalany głównie na podstawie długości planowanej rozgrywki. Większe wymiary boiska powodują dłuższy przebieg gry. Jednym z częściej stosowanych wymiarów jest 8x10 kratek. Przy krótszych bokach dorysowywane są jeszcze dwie wypustki symbolizujące bramki, na schemacie wymiary bramki wynoszą 2x1 kratek (dłuższa część bramki przypada do krótszego boku boiska, gdzie bok traci tę linię).
Gra rozgrywa się tylko na przecięciach linii. Rozpoczyna się ją, wykonując pierwszy ruch z centralnego miejsca planszy, natomiast każdy kolejny zaczyna się w miejscu, w którym skończył się poprzedni. Gracze wykonują ruchy naprzemiennie, rysując kolejno kreski prowadząc wirtualnie przy tym tzw. piłkę. Ruch piłki polega na narysowaniu kolejnej linii długości krawędzi bądź przekątnej jednej kratki (linie te łączą przecięcia kratek).

Przykładowe odbicie (kolor czerwony)

Piłka nie może być prowadzona brzegiem planszy ani po odcinkach, na których była wcześniej prowadzona. Istnieje natomiast możliwość tzw. odbijania się od szkiców:
Odbicie polega na przyznaniu graczowi dodatkowego ruchu. Jeśli gracz kończy ruch w punkcie/przecięciu, przez który przechodzi wcześniej narysowana linia (banda, słupek lub linia wcześniejszego ruchu), następuje odbicie. Ruch gracza kończy się dopiero wtedy kiedy „piłka dojdzie na puste pole gdzie nie ma już żadnego zarysu”. Na zdjęciu został przedstawiony przykład jednego odbicia.
Zwycięzcą zostaje gracz, który umieści piłkę w bramce przeciwnika – czyli „strzeli bramkę przeciwnikowi”. Grę wygrywa się również, jeżeli przeciwnik umieści piłkę we własnej bramce (strzeli bramkę samobójczą).
W sytuacji kiedy gracz nie może wykonać ruchu i spowodował zablokowanie gry (może się to zdarzyć np. w narożniku boiska) gra kończy się w zależności od ustalenia remisem, bądź porażką gracza, który spowodował zablokowanie rozgrywki. Można również ustalić, że ruch ten jest niedozwolony do czasu, kiedy gracz nie ma innego wyjścia (tak samo jak np. w szachach niedozwolone jest podstawienie króla pod szacha).

### Warianty i modyfikacje
Jedna z modyfikacji polega na tym, że piłka umieszczona w którejś z bramek, bądź w miejscu z którego nie jest możliwa kontynuacja rozgrywki, wraca na środek boiska, aby kontynuować partię. W takiej sytuacji gracz, który w standardowej wersji powinien wygrać mecz, zdobywa punkt, a jego przeciwnik rozpoczyna grę od środka boiska. Koniec partii następuje, kiedy ruch z wyjściowej pozycji nie jest już możliwy, wtedy podlicza się punkty. Zwycięzcą zostaje ten, kto ma ich więcej, a jeśli obaj gracze zdobędą taką samą liczbę punktów, jest remis.
Gracze oprócz wymiarów planszy, mogą również w różny sposób kształtować jej obwód oraz rozstawiać inaczej bramki. W niektórych wariantach dorysowuje się także linie pomocnicze na boisku, np. linię rozdzielającą obie połowy boiska. Takie zastosowania są spotykane m.in. w aplikacjach mobilnych lub komputerowych. Jedną z aplikacji posiadających najbardziej rozbudowane warianty gry pod tym względem jest PDE Football, gra wydana w 2013 roku.
Na stronie internetowej games.harrix.org zostały spisane zasady gry, wedle których gracze mogą wykonać dłuższy niż standardowy ruch. Polega on na tym, że gracz kieruje piłkę w tym samym kierunku co poprzednia część ruchu, jeszcze raz na długość jednej przekątnej pod warunkiem, że gracz przetnie wcześniej narysowaną linią po zakończeniu ruchu lub po rozpoczęciu ruchu bonusowego.

## Strategia gry

Przykład blokowania bramki

Z tego względu, że piłka nie może być prowadzona dokładnie po odcinkach na których się wcześniej przemieszczała, gracz może poprzez uzupełnianie kreskami odpowiednich miejsc na planszy, blokować przeciwnikowi potencjalne kierunki ruchu. W piłkarzykach oraz w grach do nich podobnych, ograniczanie ruchów przeciwnika jest głównym elementem strategii. Dzięki niemu gracz może ograniczać mobilność przeciwnika oraz zwiększać swoją.  Można to wykorzystać do łatwiejszego kierowania piłki do bramki przeciwnika, blokowania piłce dostępu do swojej bramki i, bądź zagonienia przeciwnika do miejsca, z którego nie będzie miał on możliwości wykonania dalszego ruchu.
Czasami we wstępnej fazie partii gracz rozpoczynający rozgrywkę ma minimalną przewagę nad swoim przeciwnikiem, ale gra nabiera szczególnego znaczenia, dopiero gdy na planszy znajdzie się wystarczająca liczba narysowanych linii, która ułatwi graczom odbijanie i manewrowanie przeciwnika.
Bazując na tym, że zasadniczym celem gry jest umieszczenie piłki w bramce przeciwnika, większość adaptacji sztucznej inteligencji zostało nieuniwersalnie zaprojektowane w taki sposób, że kluczem wygranej jest prowadzenie piłki cały czas w stronę bramki rywala, często wybierając przy tym najkrótszą drogę i pomijając inne strategie. Chociaż wydaje się, że cofanie się do własnej bramki w celu jej obrony i wolny kontratak daje większą możliwość wygranej niż zbyt szybki atak na bramkę przeciwnika. W wariancie gry, w którym zablokowanie rozgrywki brakiem możliwości wykonania ruchu, prowadzi do remisu; gracze go mogą osiągnąć de facto wcześniej, jeżeli ograniczą piłce nawzajem dostęp do swoich bramek, ponieważ nie będzie w dalszej fazie gry innej możliwości rozstrzygnięcia wyniku (zwłaszcza, jeżeli nie rozgrywają wariantu, w którym piłka po strzelonym golu wraca na środek boiska).

## Zasady zapisu partii w serwisiekurnik.pl
W 2004 roku gra została udostępniona w polskim serwisie kurnik.pl w trybie gry wieloosobowej. Został tam także wykorzystany system zapisujący partie użytkowników. Działa on w taki sposób, że po wykonaniu ruchu przez gracza w tablicy notacyjnej zostaje zapisana odpowiednia cyfra (od 0-7), która jest zależna od kierunku ruchu wykonanego przez gracza i zwiększa się ona zgodnie z kierunkiem ruchów wskazówek zegara (patrząc pionowo od strony gracza nr 1). Na diagramie został przedstawiony przykładowy wstęp rozgrywki, według omówionego w tym rozdziale systemu zapisu rozgrywki.

Dla pokazanej gry zapis by brzmiał następująco:
1. 0
2. 3
3. 67
4. 5
5. 0

## Podobne gry

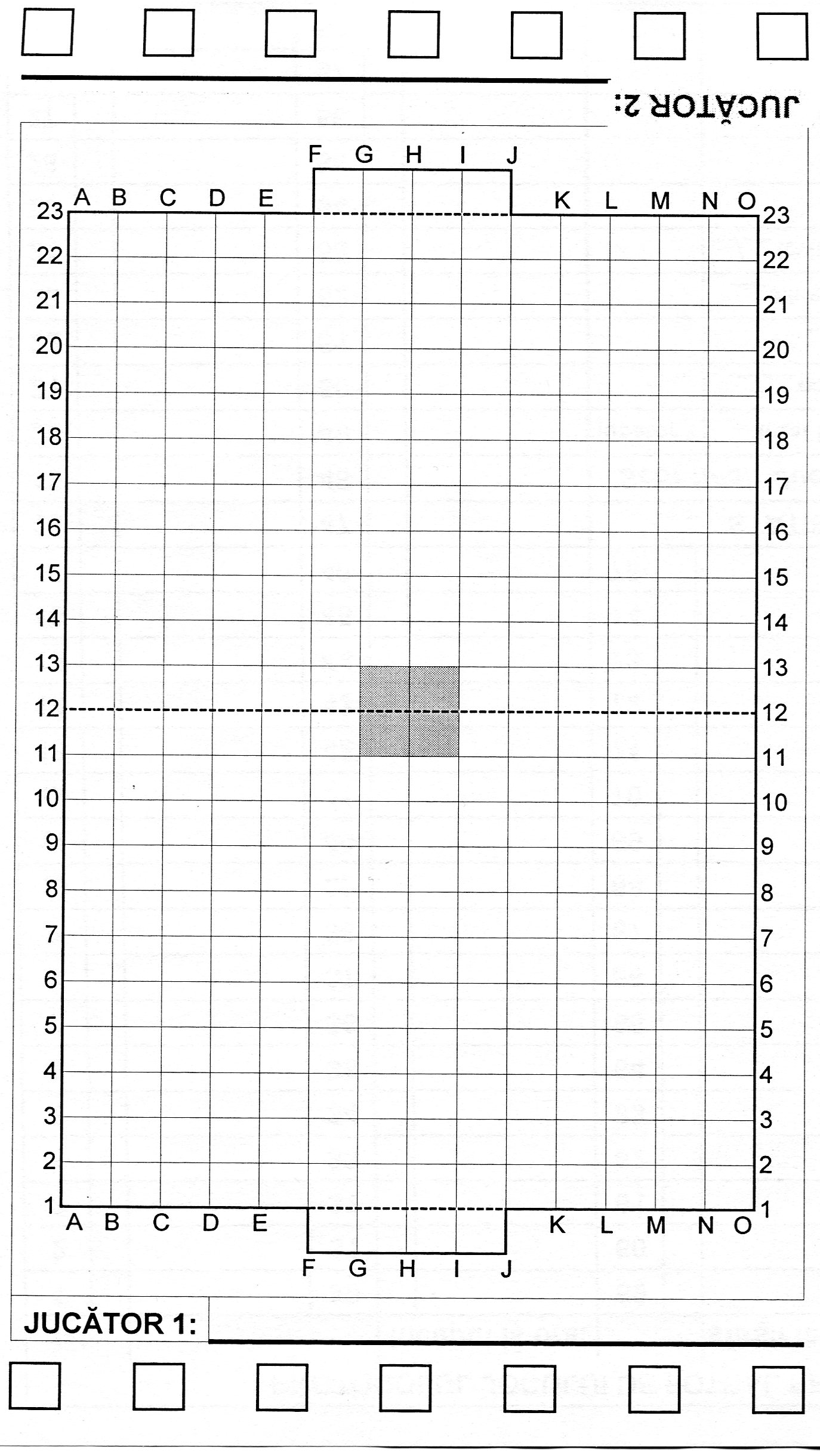
Plansza do gry w opcji I zazwyczaj ma większe wymiary

Istnieją także dwie inne gry, które imitują mecz piłki nożnej poprzez grę na kartce w kratkę, wykorzystując do tego przecięcia kratek. Ich mechanika również polega na prowadzeniu piłki poprzez kolejne dorysowywanie linii zaczynając od środka boiska, a następnie od miejsc, w których się zakończył poprzedni ruch.

### Opcja I
Gra również jest znana wśród szkolnej młodzieży. Poniżej przedstawiono ogólne zasady gry.
Grę rozgrywa się na większej przestrzeni (np. 16x20 kratek). Bramki są długości kilku kratek i zaznaczane są na środku krótszego boku. Gracze w jednym ruchu rysują linię składającą się z trzech następujących po sobie odcinków, każdego długości jednej kratki. Szkice ruchów nie mogą się przecinać, ani „dotykać”. Jeżeli gracz doprowadzi do sytuacji, w której przeciwnik nie może wykonać ruchu, wykonuje on dodatkowy ruch długości 6 kratek (tzw. rzut wolny), przebiegający w linii prostej. Ruch ten może przecinać zarys poprzednich ruchów. Jeśli po jego wykonaniu dalej piłka znajduje się na szkicu, gracz wykonuje następny bonusowy ruch. Gracz umieszczający piłkę w bramce przeciwnika wygrywa grę. Jeśli gracz umieści piłkę we własnej bramce, przegrywa grę.

### xrSoccer
Firma eXtreme Results International Inc. w 2005 roku wydała grę pod nazwą xrSoccer 2.2. W tę grę praktycznie można zagrać również na kartce.  Posiada ona cechy wspólne z obiema wersjami gry, ale bardziej przypomina grę opisaną w głównej części artykułu. Poniżej zostały opisane zasady tej gry.
- Plansza ma wymiary 12x18 kratek i nie posiada band. Bramki ustawione są na środku krótszego boku i są długości 3 kratek.
- Gracze, prowadząc piłkę, wykonują ruch składający się z trzech następujących kolejno po sobie odcinków. Piłka nie może być prowadzona tą samą ścieżką po raz drugi. Linie narysowane w trakcie rozgrywki mogą się przecinać i dotykać. W grze nie obowiązuje zasada odbijania (gracz nie otrzymuje dodatkowego ruchu, jeśli zakończy swój ruch w punkcie, przez który przechodziła wcześniej piłka).
- Kolorem żółtym zaznaczane są pola, do których nie da się doprowadzić kolejnej linii. Wynika to z tego, że piłka nie może się przemieszczać po dokładnym szkicu. Z tego względu piłka nie dotrze np. do pola, które zostało połączone torem ruchu piłki ze wszystkimi sąsiadującymi polami planszy. W grze komputerowej program oznacza takie sytuacje.
- Jeśli gracz nie może wykonać ruchu, piłka jest przenoszona po żółtych wyznacznikach, równolegle do bramek na najbliższe niezablokowane pole. Znajduje się ono w tym samym rzędzie lub najbliższym. W przypadku gdy piłka ma dwa pola do dyspozycji, przenoszona jest do rzędu bliższego bramce przeciwnika. Jeśli po unieruchomieniu rozgrywki niezablokowane pole znajduje się w sąsiedniej kolumnie, piłka zostaje na nie bezpośrednio przesunięta po ostatnio narysowanym j torze ruchu piłki.
- Gracze nie mogą strzelać bramek ruchem przenoszącym piłkę, który powstał na skutek wcześniejszego braku możliwości wykonania posunięcia, ponieważ pola bramkowe (tak samo jak żółte) również przenoszą piłkę do innych miejsc.
- Strzelenie gola przeciwnikowi w bramce nie kończy jeszcze rozgrywki. Po umieszczeniu piłki w bramce piłka wraca na środek boiska, a gracz strzelający bramkę zdobywa punkt. Punkt przyznawany jest również w momencie kiedy przeciwnik umieści piłkę w swojej bramce. Gracz, który nie zdobył punktu wznawia grę od środka boiska. W przypadku gdy nie ma możliwości powrotu na środek bramki, piłka jest przemieszczona na najbliższe środkowi pole, zgodnie z zasadą kontynuacji ruchu po unieruchomieniu rozgrywki.
- Kiedy któryś z graczy zdobędzie maksymalną możliwą liczbę punktów, następuje koniec partii. Wygrywa ten gracz, który zdobędzie większą liczbę punktów. W XrSoccerze rozgrywka nie może zakończyć się remisem.